# Castell de Guédelon

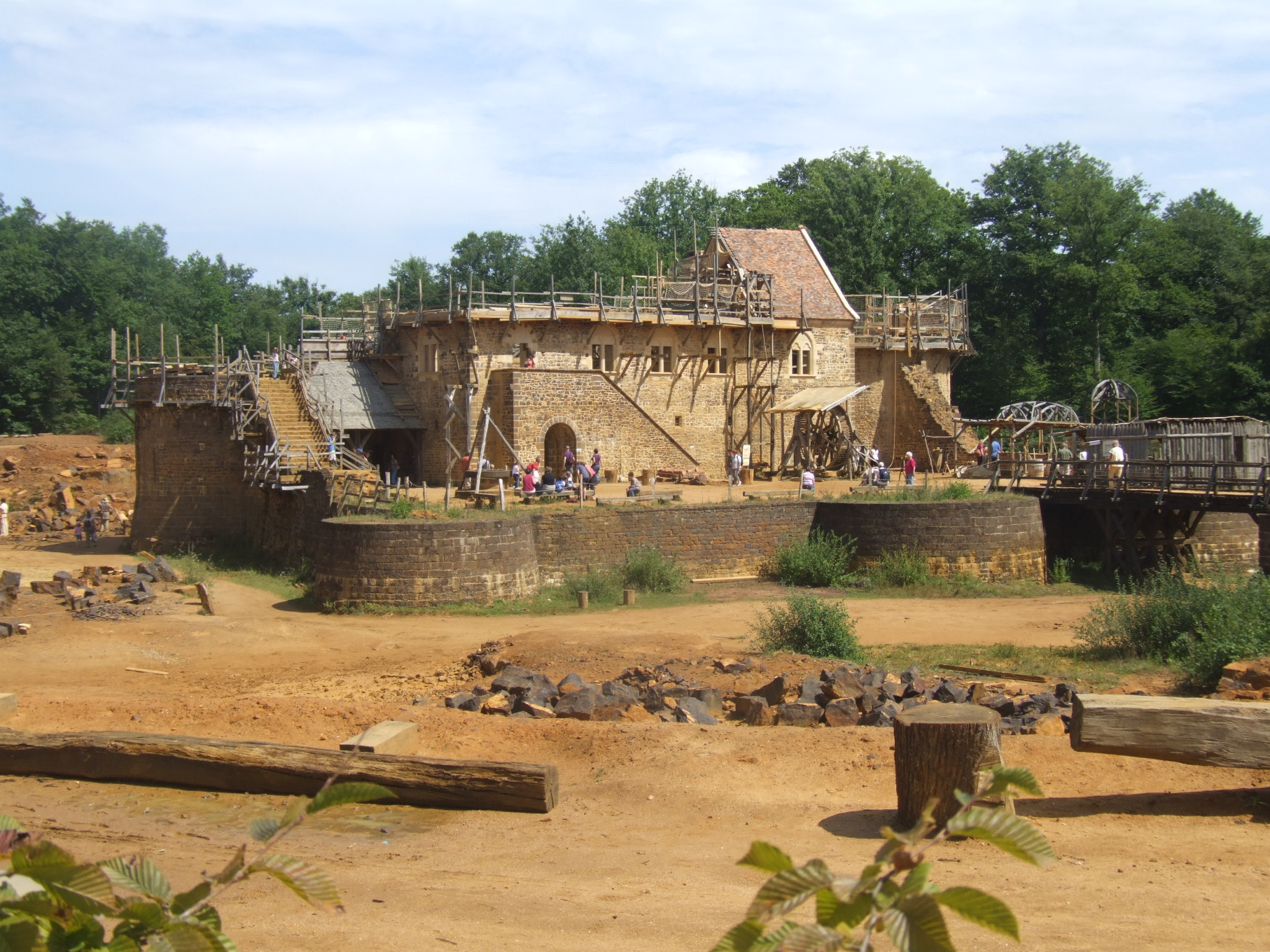
Castell de Guédelon en procés de construcció. Juliol de 2009.

El castell de Guédelon és un edifici que s'està construint a Treigny (França) amb mitjans medievals, amb tècniques antigues, amb els mateixos materials de l'època i sense ajut modern. És al departament francès del Yonne, a la Borgonya. És un projecte d'arqueologia experimental que ajuda a comprendre la tecnologia antiga, no només pels tractats i documents, però també per la pràctica. A més de crear una atracció turística amb molt de succés visitat per uns tres-cents mil persones cada any, hi responen de manera científica a la qüestió: «Però com els feien, aquests edificis tant grossos, sense totes les eines que tenim avui?».
Les obres han començat el 1997 i es preveia un temps de construcció de mínim vint-i-cinc anys. L'arquitecte que el va idear fou Michel Guyot, restaurador de castells i propietari del castell veí de Saint-Fargeau que ha restaurat també. A costat del castell, s'ha creat un petit poble medieval amb els tallers dels artesans, un molí d'aigua, una fleca etc.
El castell ré una dobla missió pedagògica: primer explicar al públic amb demonstracions pràctiques com es feia antany i també formar artesans en les tècniques antigues que poden servir en la restauració. Així van participar en la restauració després de l'incendi de la catedral de Notre-Dame de París de 2019.

## Altres iniciatives semblants
- Al poble nord-americà Lead Hill a l'estat d'Arkansas el 2009 es va començar una iniciativa semblant. Per manca de mitjans, les obres es van aturar el 2012 i només en queden les ruïnes, inaccessibles al públic.[7]
- El Centre d'Estudis del Bages preparava el 2016 recrear un poblat medieval «El Plaià» a Santpedor.[8][9] El projecte s'ha parat el 2017 per manca de permisos d'urbanisme.[10]